# Kurt Sendtner
Kurt Sendtner (* 22. April 1893 in Regensburg; † 1. Oktober 1966 in München) war ein liberaler deutscher Journalist und Historiker. Als Wehrmachtsoffizier im militärischen Geheimdienst, der Abwehr, gehörte er im Zweiten Weltkrieg zum Sperr-Kreis, einer bayerischen bürgerlichen Widerstandsgruppe gegen den Nationalsozialismus.

## Leben

### Ausbildung und Militärdienst im Ersten Weltkrieg
In Regensburg als Sohn einer bürgerlichen Familie geboren, war Kurt Sendtner ein naher Verwandter der Zeitungsverlegerfamilien Thomas Knorr und Georg Hirth / Elise Hirth geb. Knorr (Knorr & Hirth-Verlag, Münchner Neueste Nachrichten) sowie des Theater- und Filmschauspielers Gustav Waldau. Er besuchte das Gymnasium in München. Er leistete 1911/12 seinen Militärdienst. Anschließend schrieb er sich an der Philosophischen Fakultät der Ludwig-Maximilians-Universität München ein, um Geschichte, Staatsrecht und Volkswirtschaft zu studieren. Sein Studium wurde im Sommer 1914 mit dem Ersten Weltkrieg durch vier Jahre Frontdienst unterbrochen. Der Leutnant im 7. bayerischen Feldartillerie-Regiment erhielt den bayerischen Militärverdienstorden IV. Klasse mit Schwertern. 1917 vermählte er sich per Kriegstrauung (Schnellheirat) mit der Arzttochter Maria Glaser (* unbekannt; † 24. März 1958). Der Oberleutnant der Reserve meldete sich als Student der Staatswirtschaft an die Universität München zurück und war bis zum Wintersemester 1919/20 eingeschrieben. Ob er ein Examen abschloss, ist unklar.

### Süddeutscher Zeitungsdienst (1919–1939)
Politisch orientierte er sich fortschrittlich und knüpfte Kontakte in der Deutschen Demokratischen Partei (DDP). Der bayerische DDP-Funktionär und Verleger Georg Osterkorn, ein Vertrauensmann des DDP-Politikers und Reichsministers Otto Geßler, und sein Redaktionsleiter Alois Winbauer rekrutierten Sendtner als zweiten Redakteur für die 1919 gegründeten Süddeutsche Demokratische Korrespondenz (SDK). Sendtner gehörte parallel zur Redaktion der ebenfalls in der Verlagsanstalt München-Pasing GmbH erscheinenden Pressedokumentations-Zeitschrift Zentralarchiv für Politik und Wirtschaft. Er hatte zwar keine journalistische Praxis oder Ausbildung, aber es war nicht ungewöhnlich, dass geisteswissenschaftlich ausgebildete Offiziere – wie auch sein Chefredakteur Winbauer – nach dem Krieg in Presse und Pressestellen unterkamen.
Die SDK war ein Artikeldienst für Zeitungsredaktionen. Sie erschien anfangs wöchentlich, dann täglich. Anfangs war sie ein halboffiziöser Pressedienst der DDP-Fraktion im Bayerischen Landtag. Um die wirtschaftliche Basis zu verbreitern, wurde die SDK 1921/22 in die Nachrichten- und Leitartikelagentur Süddeutscher Zeitungsdienst (SZ) umgewandelt. Als Winbauer 1923 zu einer Tageszeitung nach Nürnberg wechselte, übernahm Sendtner die Redaktionsleitung des neu aufgestellten Dienstes. Der SZ belieferte in den 1920er Jahren zwischen 70 und 150 Redaktionen. Wichtigste Kunden waren Provinzzeitungen außerhalb der Pressemetropole München, vor allem in Bayern, aber auch in Österreich, sowie deutschsprachige Blätter im Sudetenland in der Tschechoslowakei, in Südtirol, Slowenien und Kroatien. Die Münchner Zentrale berichtete über bayerische Landespolitik und süddeutsche Perspektiven auf die Nachbarländer, während der Berliner SZ-Korrespondent Richard May die Reichspolitik zulieferte. Die publizistische Mission und politische Tendenz des SZ drückte sich vor allem in einer reichsfreundlichen Linie und vehementer Ablehnung des radikalen bayerischen Separatismus um Georg Heim und Gustav von Kahr aus, die die Konflikte mit dem Reich schürten. In diesem Sinne versuchte der SZ Zeitungen von links bis rechts zu beeinflussen. Gerade deshalb vermied der SZ, was in der Weimarer Republik ungewöhnlich war, in allen anderen Fragen bewusst eine einseitig parteipolitisch gefärbte Berichterstattung oder Kommentierung.
Finanzielle Schwierigkeiten führten 1926 unter Druck von Otto Geßler zur Herauslösung des SZ aus dem Firmengeflecht des Verlegers Osterkorn. Sendtner übernahm gemeinsam mit zwei Verlagskollegen die Herausgeberschaft. Sendtner, Curt Mayer und Eugen August Tutter gründeten am 1. August 1926 die Firma „Korrespondenzbüro Süddeutscher Zeitungsdienst Sendtner, Tutter und Dr. Meyer“, Sitz München, als offene Handelsgesellschaft. Das Management-Buy-out verlief erfolgreich. Doch mit der Weltwirtschaftskrise, die zahlreiche SZ-Kunden in Presse und Institutionen zur Kündigung der Lieferverträge veranlassten, geriet der SZ in große Schwierigkeiten. Im Januar 1931 wurde die OHG im Handelsregister München gelöscht.
Sendtner führte den SZ als Alleininhaber fort. Er verlor im Frühjahr 1933 sein Berliner Büro, weil Korrespondent Richard May als Jude aus der Regierungspressekonferenz gedrängt wurde und ab 1934 Berufsverbot erhielt. Mit der Gleichschaltung der Presse wurde „Kurt Sendtner, Korrespondenzbüro Süddeutscher Zeitungsdienst“ Zwangsmitglied im vom NS-Propagandaministerium und der Reichspressekammer kontrollierten Reichsverband der Deutschen Korrespondenz- und Nachrichtenbüros. Nur so war ein Weiterbetrieb legal. Das Gewerbe wurde von Sendtner zum 15. Dezember 1938 abgemeldet und die Firma beim Registergericht am 24. April 1939 gelöscht; Sendtners Mitgliedschaft im Reichsverband wurde im Juli 1939 gelöscht.
Vor allem arbeitete Sendtner für die Münchner Neuesten Nachrichten. Ob Sendtner nach 1933 Angestellte beschäftigte, ist nicht bekannt. Wirtschaftlich waren die letzten Jahre des SZ nach eigenen Aussagen sehr schwierig. Nach Erinnerung der Familienfreundin Pauli Klebe, Ehefrau des Offiziers Reinhold Klebe, konnte Sendtner mit seiner Ehefrau Maria und vier Kindern von den Einkünften leben. Ob Sendtner sein Korrespondenzbüro freiwillig aufgab, ist unklar. Nach Klebes Erinnerung untersagten die Nationalsozialisten den Weiterbetrieb. Nach seinen eigenen Angaben hatte Sendtner 1938 „beruflich die Nase endgültig voll“ und zog es, weil das keine NSDAP-Mitgliedschaft erforderte, vor, sich noch vor Kriegsbeginn von der Wehrmacht als „Ergänzungs-Offizier“ aktivieren zu lassen. Laut des früheren SZ-Kollegen May wollte sich Sendtner nicht von der NS-Propaganda als Journalist vereinnahmen lassen und trat deshalb wieder als Berufsoffizier in das Heer ein.

### Militärdienst im Zweiten Weltkrieg (1939–1945)
Sendtners kritische Haltung speiste sich aus mehreren Quellen. Eine Ursache war offenbar persönlich: Im Juni 1934 ermordete die SS beim „Röhm-Putsch“ seinen Schwager Alexander Glaser, den Bruder seiner Ehefrau Maria.
Sendtner war in der Weimarer Republik in liberalen Netzwerken der DDP verortet, insbesondere durch den SZ und engen Kontakt Otto Geßler, dessen Memoiren er nach dem Zweiten Weltkrieg edierte und mit einer Biografie versah.
Sendtner hielt ebenso Kontakt zum NS-kritischen Wittelsbacher Kronprinzen Rupprecht von Bayern, der 1939 nach Italien ins Exil ging; Sendtner schrieb über ihn später eine Biografie. Geßler und Rupprecht waren wichtige Knotenpunkte in der ab 1935 entstandenen bayerischen Widerstandsgruppe Sperr-Kreis.
Sendtner besuchte seinen jüdischen Ex-Kollegen May in Zivil bis etwa 1941, auch noch, als Mays Wohnung durch den Judenstern gekennzeichnet war, was für den Oberstleutnant nicht ungefährlich war.
In der Wehrmacht wurde Sendtner nach kurzem Dienst im Gebirgs-Jäger-Regiment 98 in Mittenwald in ein Generalkommando in München und einen Stab der Abwehr bestellt, des militärischen Geheimdienstes unter Admiral Wilhelm Canaris. „Manchem Betroffenen und Gefährdeten hat er damals in gewagtem Spiel helfen können“, hieß es später im Nachruf der Süddeutsche Zeitung. Seine Stellung erlaubte ihm zudem von München aus oft Reisen ins Ausland, so nach Frankreich, Österreich, Italien und Griechenland. Für den Sperr-Kreis, insbesondere Geßler, war Sendtner ein wichtiger Verbindungsmann zu einem Netzwerk von Abwehr-Offizieren, die gegen Hitler arbeiteten.
Er erreichte den Dienstgrad Oberstleutnant. Nach Sendtners Angaben wurde er von einem Offizier bei der SS denunziert, er und sein ganzes Referat seien ein „Hort des Defaitismus“; das hatte zunächst keine Folgen. Nach dem Attentats- und Umsturzversuch vom 20. Juli 1944 rollte die SS den Fall noch einmal auf. Sendtner konnte sich nach eigenen Angaben „herauswinden“.
Die Familie Sendtner wurde beim alliierten Luftangriff auf München am 7. Januar 1945 ausgebombt. Das Haus wurde völlig zerstört. Er lebte fünf Monate lang, seine Ehefrau zehn Monate lang in einem Keller. Er wurde nach Kriegsende durch die amerikanischen Besatzungstruppen verhaftet und von 1945 bis 1946 interniert. Weil er im Geheimdienst gearbeitet hatte, fiel Sendtner ohne Einzelfallprüfung unter den Automatischen Arrest und war 16 Monate lang, bis zum Sommer 1946, in einem US-Internierungslager.

### Wiedereinstieg als Journalist (1950–1963)
In der Nachkriegszeit gelang es Sendtner nur langsam, sich wieder eine Existenz aufzubauen. Fünf Jahre lang hatte er nach eigenen Aussagen keine geregelte Arbeit und kein geregeltes Einkommen. Erst 1950, mit 57 Jahren, gelang Sendtner der Wiedereinstieg als angestellter Journalist. Er wurde Politikredakteur und bald stellvertretender Chefredakteur der als Wochenblatt wiedergegründeten regierungsnahen Bayerischen Staatszeitung. Er war bis 1963 bei der Zeitung beschäftigt. Der Schriftsteller Arthur Hübscher, der als Kulturredakteur zwölf Jahre mit Sendtner zusammenarbeitete, nannte ihn einen „vorbildlichen Sachwalter der bayerischen und der deutschen Politik“.
1958 starb Sendtners Ehefrau Maria nach jahrelanger schwerer Krankheit; gut ein Jahr später heiratete er wieder. Seine zweite Frau Dorothea, geborene Lacher war eine vermögende Geschäftsfrau und Witwe des Bundestagsabgeordneten Ernst Falkner (CSU, Bayernpartei). Sie hatte drei Töchter etwa im Alter der Sendtner-Kinder.

### Publizist und Historiker (ab 1947)
Ab 1947 beschäftigte er sich mit historisch-biografischen Arbeiten. 1952 beteiligte er sich an der von Generalmajor a. D. Hermann von Witzleben initiierten Gründung einer Arbeitsgemeinschaft von rund 15 Offizieren, Theologen, Historikern und Juristen, die die militärische Widerstandsbewegung in Gesprächen, Zeugenbefragungen, Quellenforschung und Gutachten dokumentieren wollte. Sendtner schrieb eine sehr umfassende, akribische Abhandlung über die Militäropposition gegen das Hitler-Regime im ersten Kriegsjahr, die 1955 in einer Serie der von der Bundeszentrale für Heimatdienst (Vorläufer der Bundeszentrale für politische Bildung) neu gegründeten Zeitschrift Aus Politik und Zeitgeschichte, der Beilage zu Das Parlament, erschienen.
Eine Buchfassung erschien in dem von Sendtner redigierten Sammelband, der von der Arbeitsgemeinschaft (als Europäische Publikation e. V.) herausgegeben wurde, zuerst 1956 im Verlag Hermann Rinn (München), dann wegen des großen Echos abermals 1960 im Verlag Alfred Metzner (Frankfurt am Main/Berlin). Zu diesem schrieb Bundespräsident Theodor Heuss ein Geleitwort, vermutlich auf Sendtners Initiative; denn mit Theodor Heuss, in der Weimarer Republik DDP-Reichstagsmitglied und Journalist DDP-naher Zeitschriften, arbeitete Sendtner auch zusammen, als er die Memoiren des früheren Reichswehrministers Otto Geßlers edierte.
Zu dem Geßler-Band steuerte Heuss eine sehr persönlich gefasste Vorbemerkung bei. Außerdem stellte Heuss Sendtner Briefe zwischen ihm und Geßler zur Verfügung, die im Buch abgedruckt wurden. Sendtner sorgte als Herausgeber für erhebliche Kürzungen der Geßler-Erinnerungen, die der Politiker seit den 1930er Jahren verfasst hatte. Er verfasste zu dem Werk selbst eine umfassende biografische und politische Einleitung.
Die Süddeutsche Zeitung veröffentlichte aus den Memoiren einen längeren Vorabdruck, weil sie das Buch für „eines der materialreichsten Dokumente zur Geschichte des Weimarer Staates“ hielt. Die Geßler-Erinnerungen wurden für Historiker eine wichtige Quelle zu Militär- und Kabinettspolitik, da Geßler in der Weimarer Republik fast acht Jahre lang Regierungsmitglied gewesen war.
Sendtners (und Geßlers) persönliche Nähe zum in Rom lebenden Wittelsbacher-Kronprinzen Rupprecht von Bayern ermöglichte ihm das Schreiben einer freundlichen politischen Biografie. Das Buch betonte die kritische Haltung des Wittelsbachers gegen den Nationalsozialismus und seine Verbindung zu Widerstandsgruppen.

## Auszeichnungen
Kurt Sendtner wurde 1963 von Ministerpräsident Alfons Goppel mit dem Bayerischen Verdienstorden ausgezeichnet. Er war zudem Träger „zahlreicher anderer hoher Auszeichnungen“. Dazu zählten militärische Auszeichnungen als Offizier im Ersten und Zweiten Weltkrieg. Bereits im Ersten Weltkrieg erhielt er den bayerischen Militärverdienstorden IV. Klasse mit Schwertern.

## Werke
- Sendtner, Kurt. Rupprecht von Wittelsbach, Kronprinz von Bayern. München : Richard Pflaum, 1954.
- Sendtner, Kurt. Die deutsche Militäropposition im ersten Kriegsjahr. Aus Politik und Zeitgeschichte, Beilage zur Wochenzeitung Das Parlament, 2. Jg., Teil 1 BIX/55, 2. März 1955, S. 125–140; Teil 2 BX/55, S. 141–156, 9. März 1955; Teil 3 BXI/55, S. 157–168, 16. März 1955 (Volltext, APuZ)
- Sendtner, Kurt. Der Lebensweg. In Otto Geßler, Reichswehrpolitik in der Weimarer Zeit. Stuttgart : DVA, 1958, S. 19–96 (Volltext Digitalisat BSB München)
- Sendtner, Kurt. Die deutsche Militäropposition im ersten Kriegsjahr. In Vollmacht des Gewissens (Bd. 1). Hg. Europäische Publikation e. V. München: Hermann Rinn, 1956, S. 381–523.
- Sendtner, Kurt. Die deutsche Militäropposition im ersten Kriegsjahr. In Vollmacht des Gewissens: Probleme des militärischen Widerstandes gegen Hitler (Bd. 1). Hg. Europäische Publikation e. V. Frankfurt am Main / Berlin : Alfred Metzner Verlag, 1960, S. 385–532